# Malus
Malus Mill., 1754 è un genere di alberi appartenente alla famiglia delle Rosacee. 
La specie più nota è Malus domestica, che produce la mela delle nostre tavole. Altre specie di Malus sono coltivate a fini decorativi.

## Tassonomia
Al genere Malus appartengono le seguenti specie:
- Malus angustifolia (Aiton) Michx.
- Malus asiatica Nakai
- Malus baccata (L.) Borkh.
- Malus coronaria (L.) Mill.
- Malus crescimannoi Raimondo
- Malus daochengensis C.L.Li
- Malus domestica (Suckow) Borkh.
- Malus × floribunda Siebold ex Van Houtte
- Malus fusca (Raf.) C.K.Schneid.
- Malus halliana Koehne
- Malus honanensis Rehder
- Malus hupehensis (Pamp.) Rehder
- Malus ioensis (Alph.Wood) Britton
- Malus jinxianensis J.Q.Deng & J.Y.Hong
- Malus × kaido (Wenz.) Pardé
- Malus kansuensis (Batalin) C.K.Schneid.
- Malus komarovii (Sarg.) Rehder
- Malus leiocalyca S.Z.Huang
- Malus mandshurica (Maxim.) Kom. ex Skvortsov
- Malus muliensis T.C.Ku
- Malus ombrophila Hand.-Mazz.
- Malus orientalis Uglitzk.
- Malus prattii (Hemsl.) C.K.Schneid.
- Malus prunifolia (Willd.) Borkh.
- Malus rockii Rehder
- Malus sikkimensis (Wenz.) Koehne ex C.K.Schneid.
- Malus × soulardii (L.H.Bailey) Britton
- Malus spectabilis (Sol.) Borkh.
- Malus spontanea (Makino) Makino
- Malus sylvestris (L.) Mill.
- Malus toringo (Siebold) Siebold ex de Vriese
- Malus toringoides (Rehder) Hughes
- Malus transitoria (Batalin) C.K.Schneid.
- Malus turkmenorum Juz. & Popov
- Malus yunnanensis (Franch.) C.K.Schneid.
- Malus × zumi (Matsum.) Rehder

### Alcune specie

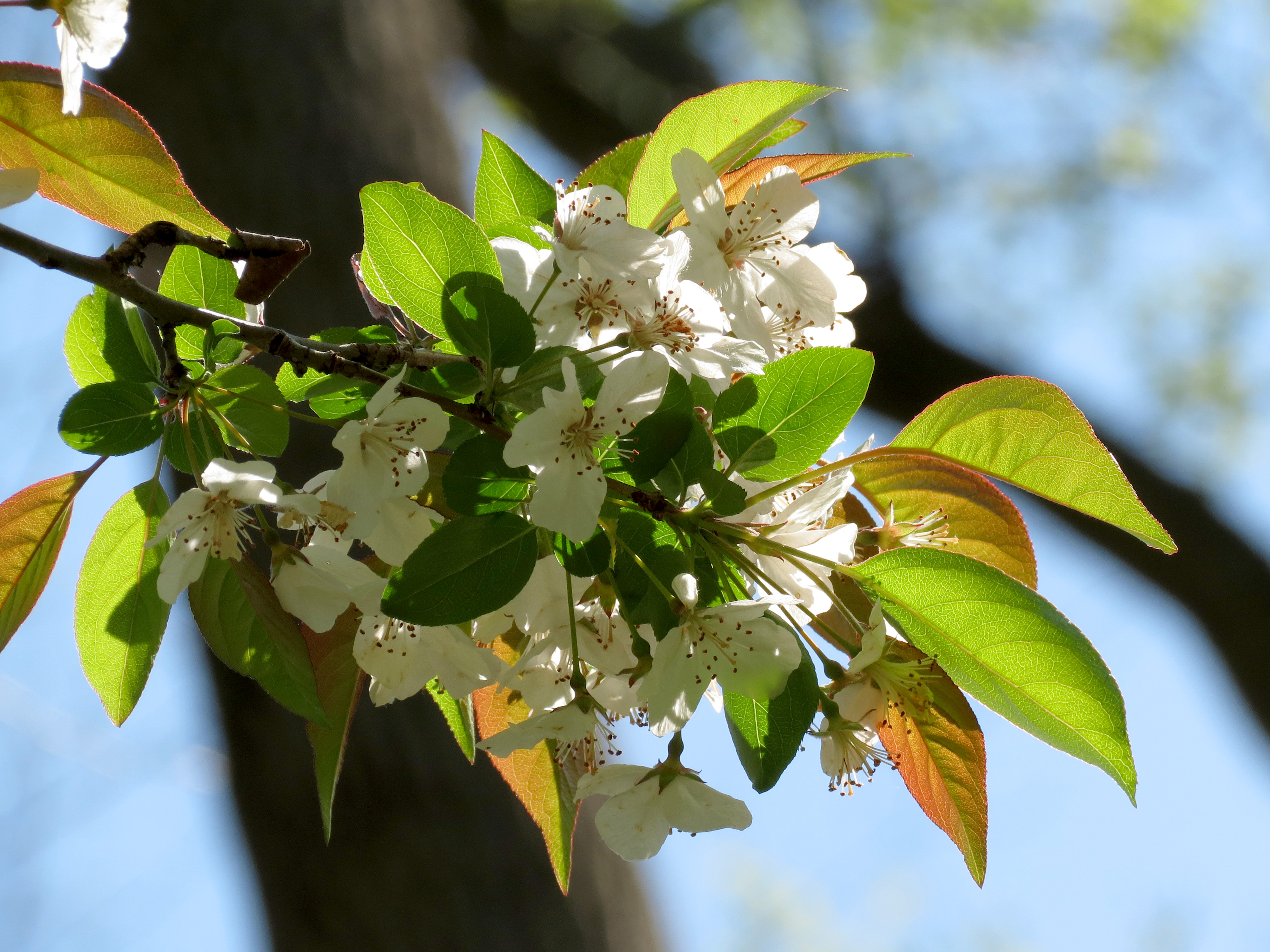
Malus angustifolia
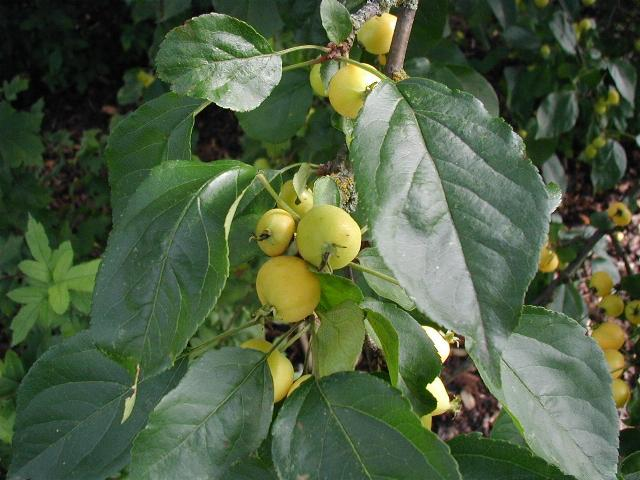
Malus baccata
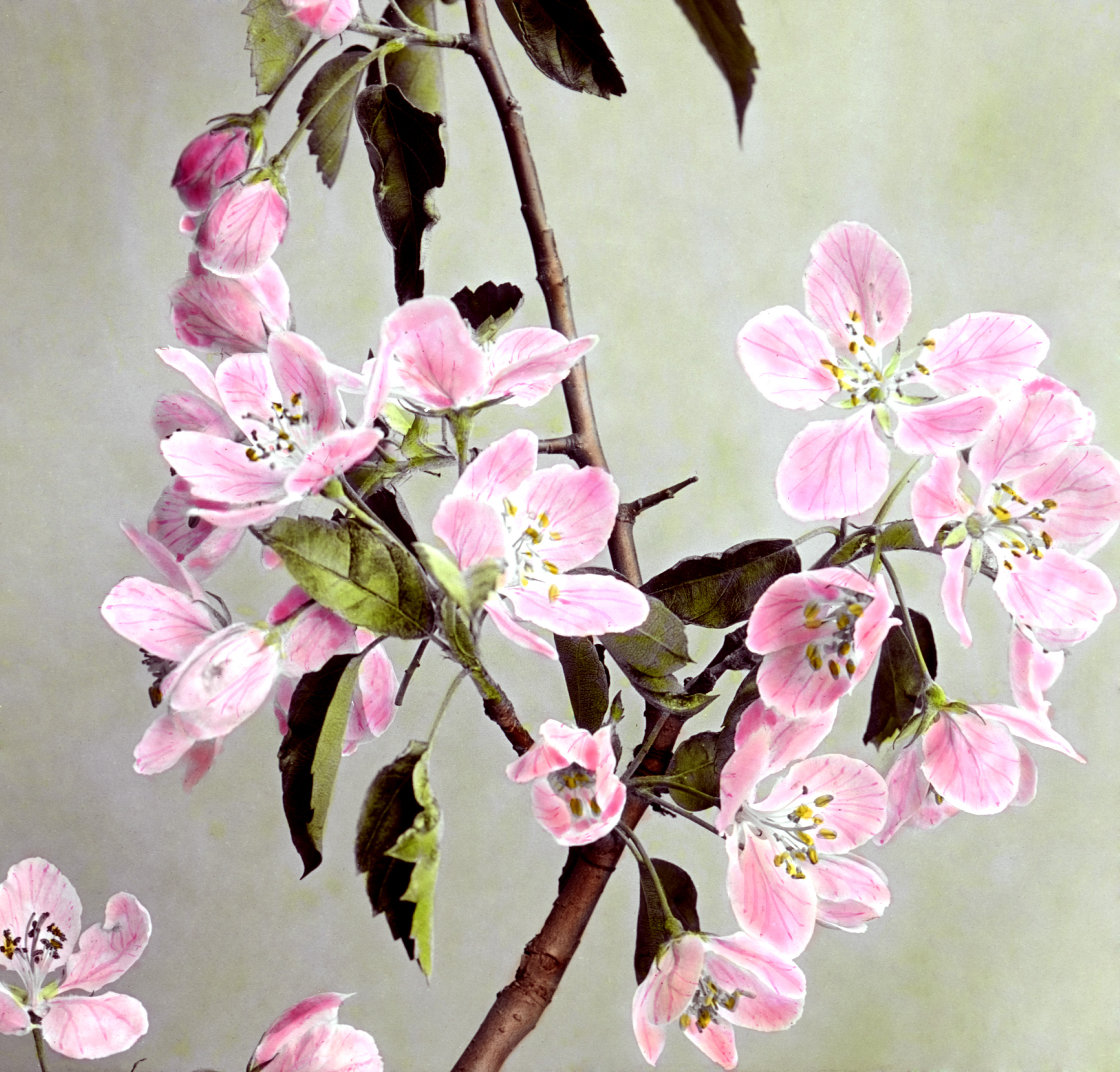
Malus coronaria
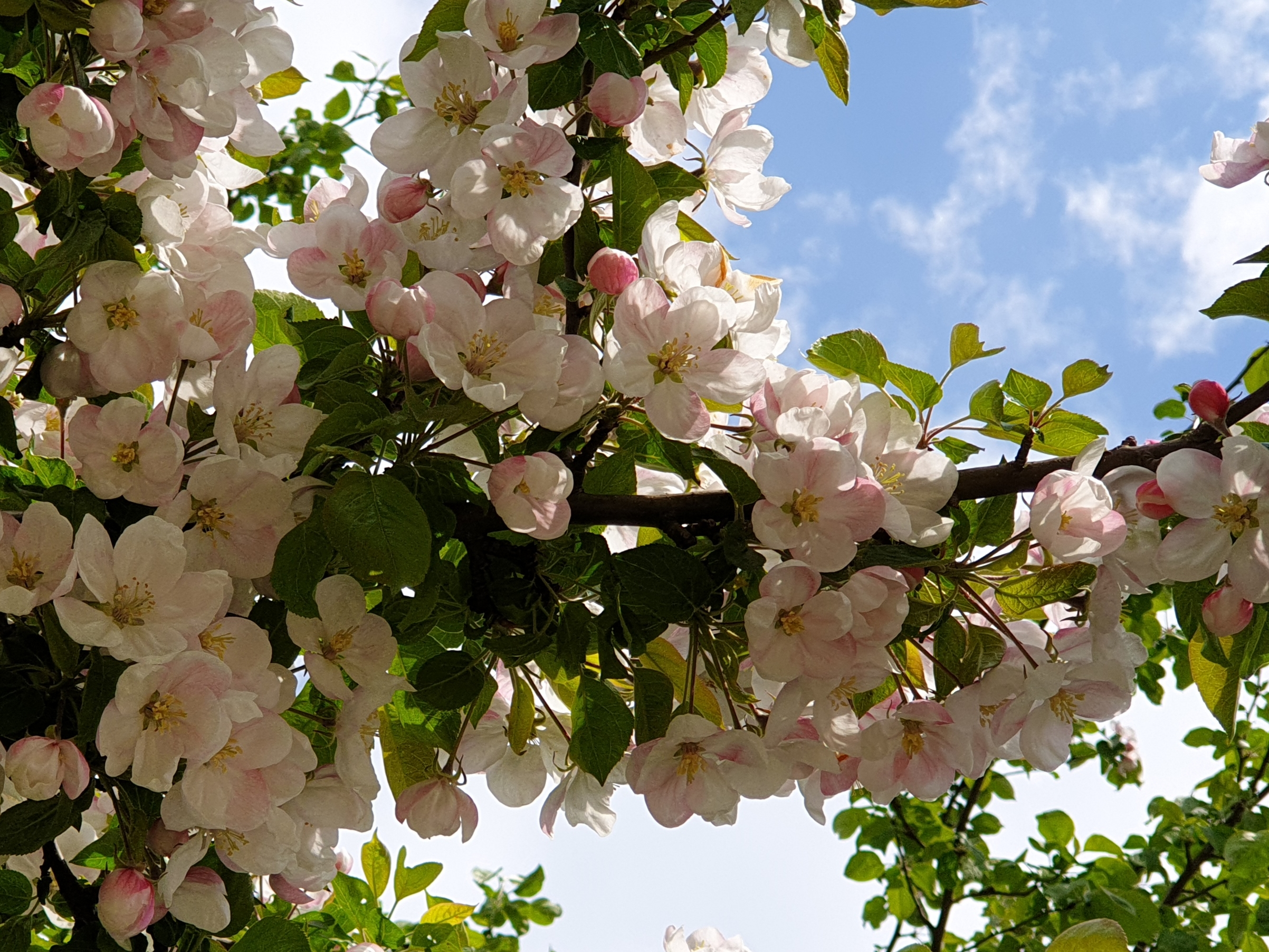
Malus domestica
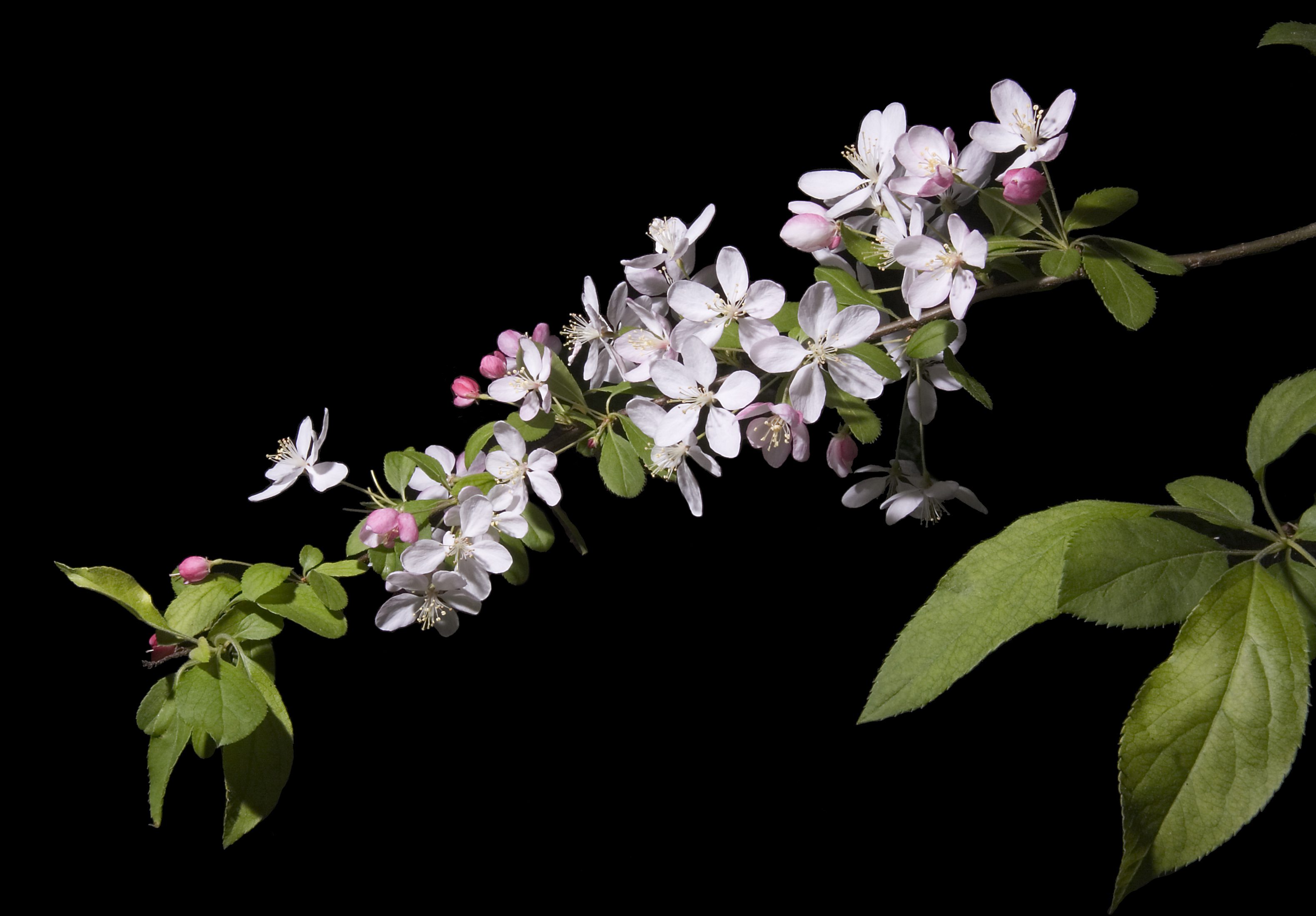
Malus × floribunda
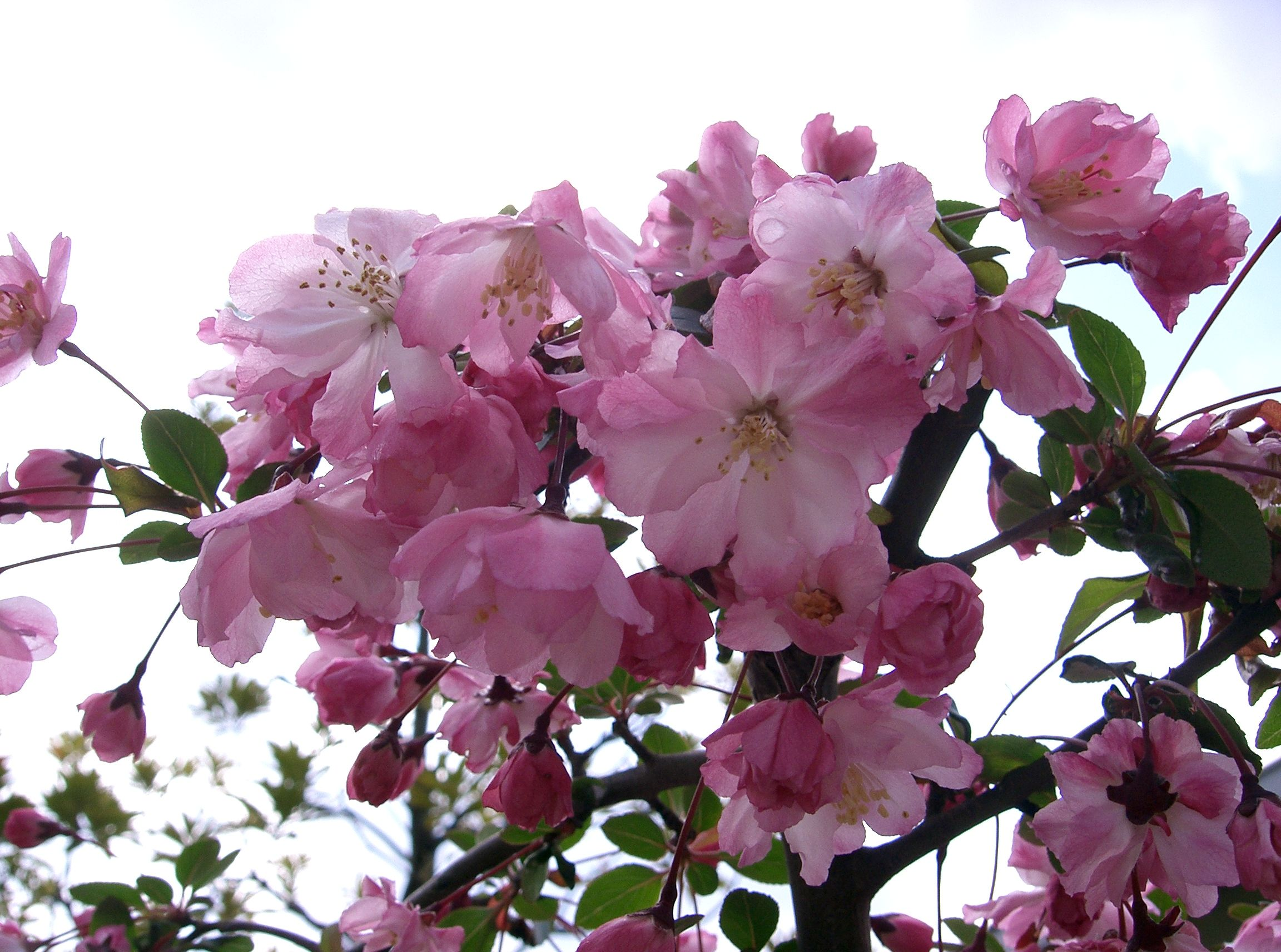
Malus halliana
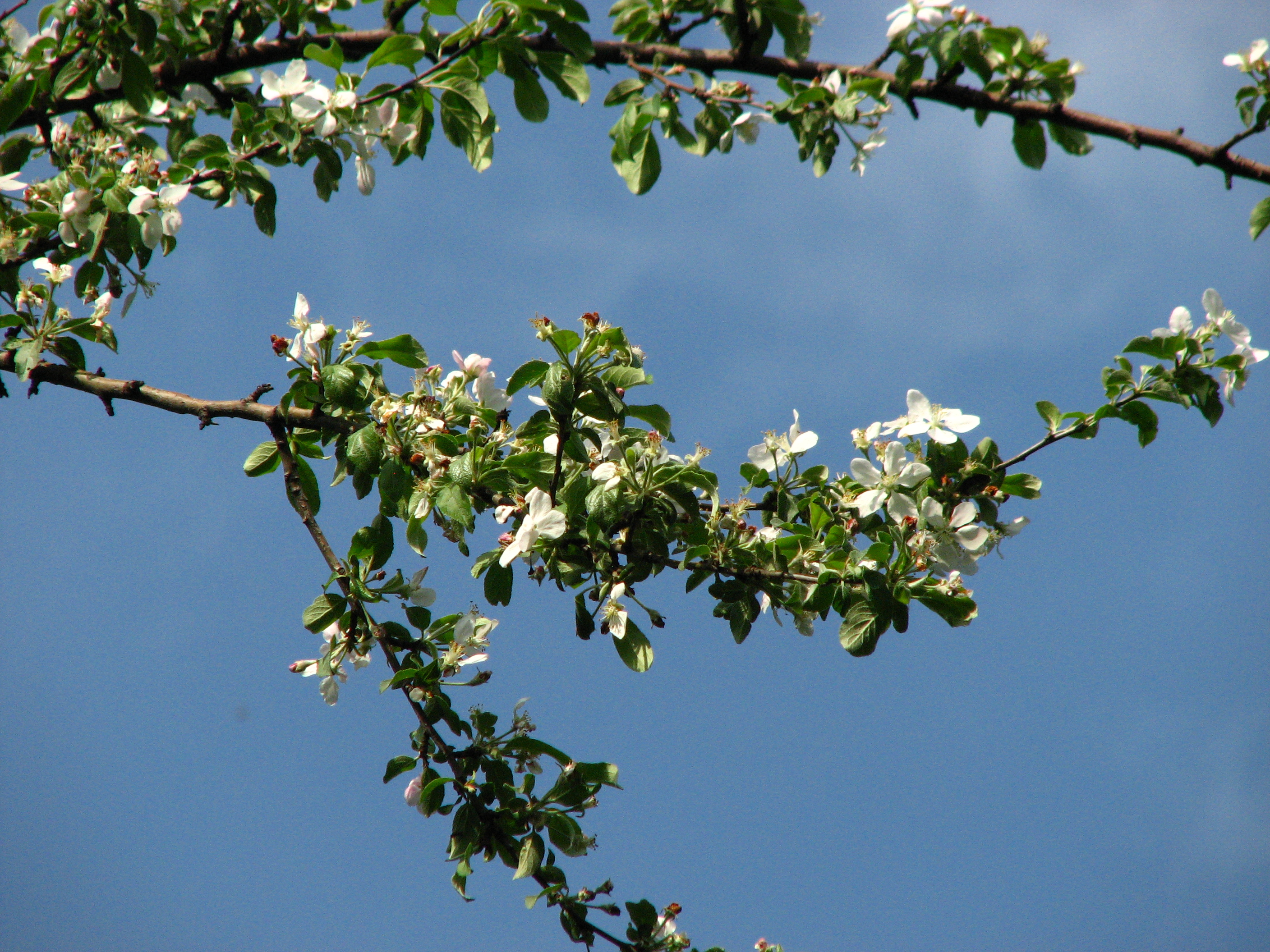
Malus orientalis
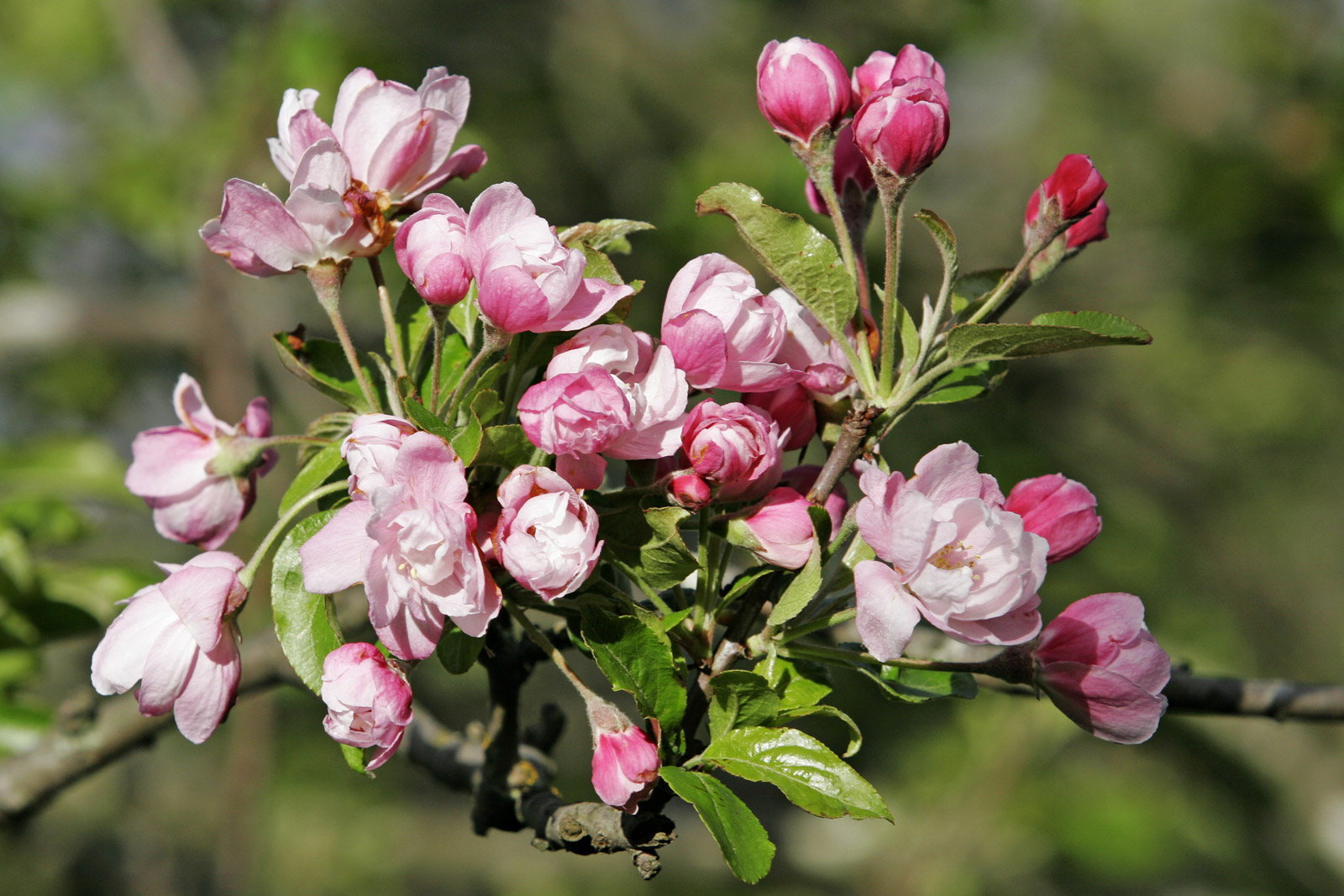
Malus spectabilis
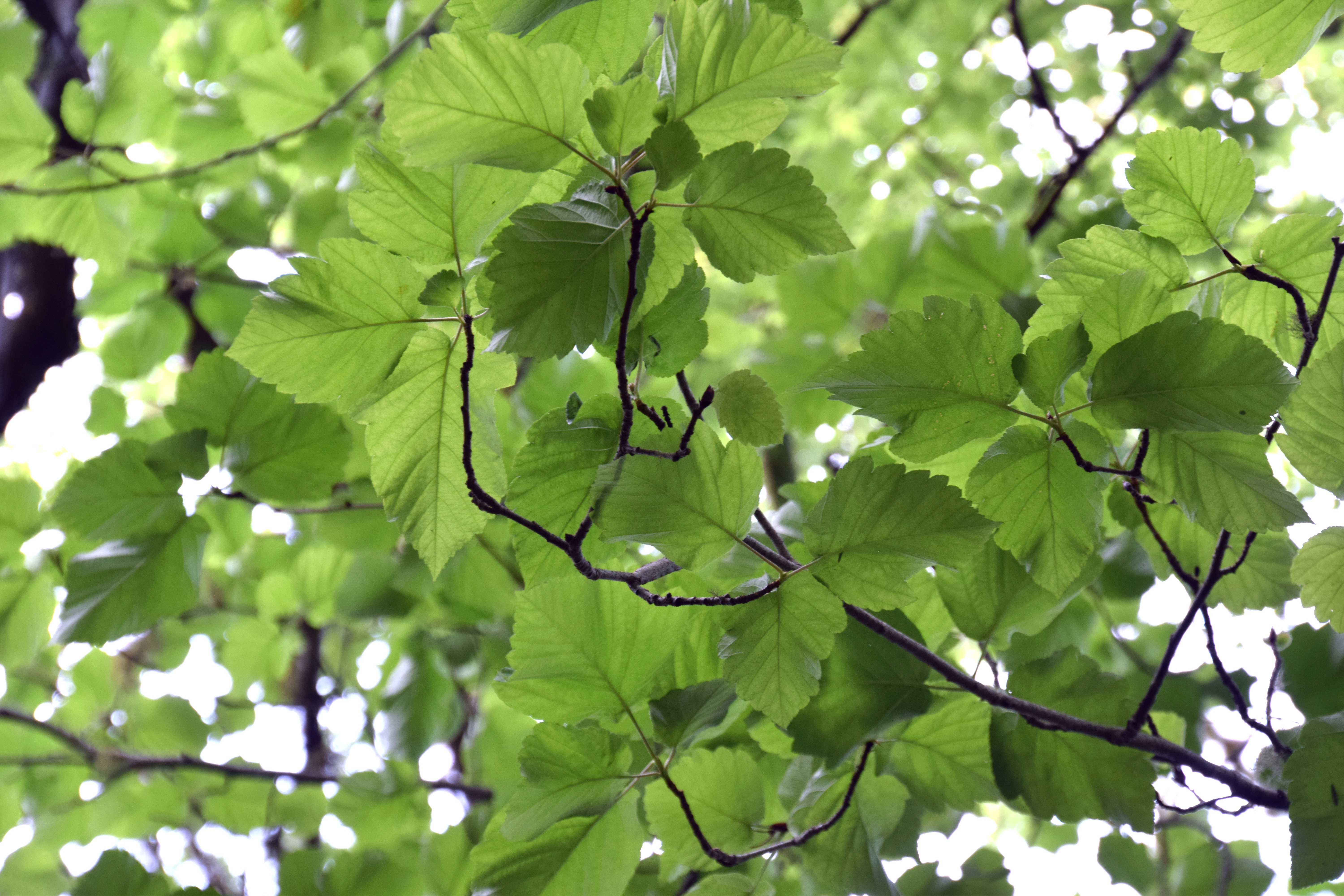
Malus yunnanensis